# Немнюга
Немнюга (на руски: Немнюга) е река в Архангелска област на Русия, десен приток на Кулой. Дължина 201 km. Площ на водосборния басейн 3630 km².
Река Немнюга води началото на 87 m н.в. и тече предимно в посока север-северозапад в широка и плитка, силно заблатена долина с множество меандри. Влива се отдясно в река Кулой, при нейния 117 km, на 4 m н.в., на 8 km южно от село Кареполе. Основни притоци: леви – Корба (123 km), Парсова (54 km); десни – Шала (68 km). Има смесено подхранване с преобладаване на снежното. Среден годишен отток на 35 km от устието около 26 m³/s. Немнюга протича през безлюдни територии и по течението ѝ няма нито едно постоянно населено място.